# 福茂集團
福茂集团（英語：Foremost Group）是一家国际航运公司。

## 历史
1964年前身福茂航運公司由趙錫成及其夫人赵朱木兰成立于纽约，后逐步成长为大型国际航运公司。它在全球营运，向干散货运输行业的公司出租船只，其船队包括一些世界上最大的“海岬型”散货船，重点是环保营运。